# بالدوین پلیس (آریزونا)
بالدوین پلیس (به انگلیسی: Baldwin Place) یک منطقهٔ مسکونی در ایالات متحده آمریکا است که در آریزونا واقع شده‌است. بالدوین پلیس ۱٬۱۷۲ متر بالاتر از سطح دریا واقع شده‌است.